# Mazání tramvajových kolejnic

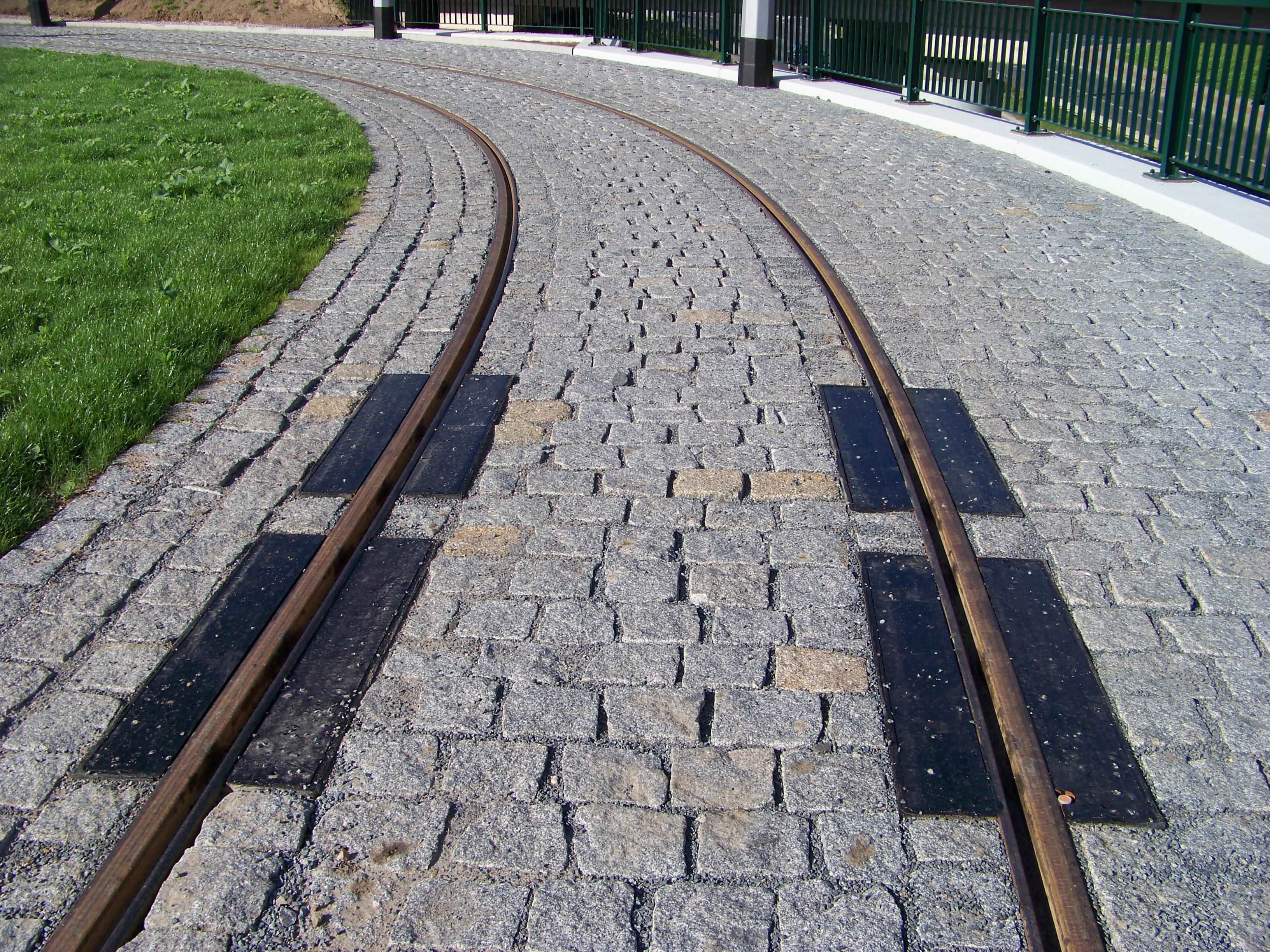
Statické maznice v tramvajové smyčce Nádraží Podbaba

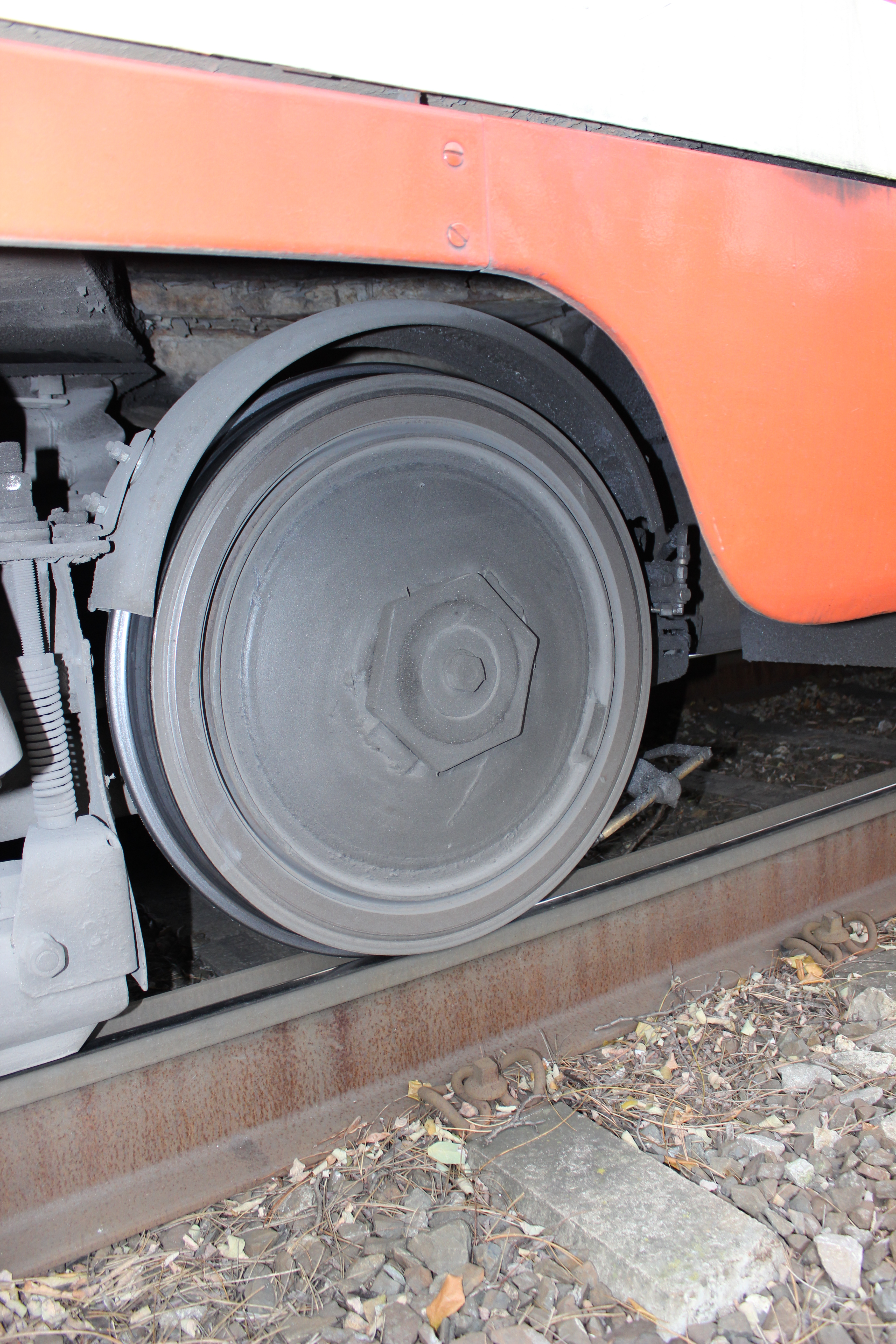
Detail mazacích trysek

Mazání tramvajových kolejnic je způsob jejich ošetření ve snaze o odstranění skřípání tramvají projíždějících traťovými oblouky.

## V Praze

### Historie
V Praze nejintenzivněji skřípají tramvaje typu Škoda 15T, které byly nasazeny do provozu s cestujícími  v Praze od 5. února 2011. Přestože nemá dvojkolí, ale každé kolo osazené a poháněné samostatně, což vedlo ke snížení jejich skluzů při průjezdu oblouky, má zvolené řešení za následek zvýšení intenzity vydávaných zvuků. Přičítá se to vyšší hmotnosti vozidla připadající na kolo a snazšímu vzniku rezonancí. Problémy ve styku kola s kolejnicí způsobují též škubání vozů v obloucích.
Během března roku 2014 bylo v pankrácké vozovně představeno mazivo, které se aplikuje na temena kolejnic v obloucích a na kříženích. Předvedená směs se dá ale použít i na okolky a částí kolejnic, jichž se okolky při jízdě obloukem dotýkají. Používá se mazací směs s obchodním názvem „HeadLub 90“. Lze ji aplikovat při teplotách pohybujících se v rozmezí od -30 do +100 °C a vliv na nanášení nemají ani dešťové či sněhové srážky.
Pro zkušební aplikaci v provozu byla zvolena tramvaj evidenční číslo 5572, do jejíchž vnitřních prostor se dalo potřebné zařízení umístit. Při instalaci byly využity zkušenosti s obdobným zařízením, která používal dopravní podnik GVB ve městě Gera v německé spolkové zemi Durynsko.
Projekt byl dělán tak, aby byl co nejlevnější. Proto byla pro přestavbu vybrána tramvaj, která na své dosavadní úkoly už technicky nestačila a měla jít do šrotu.
Přestavbu vozu provedla během srpna 2014 společnost Sklenář, jež na úkolu spolupracovala s firmou Igralub AG ze Švýcarska.

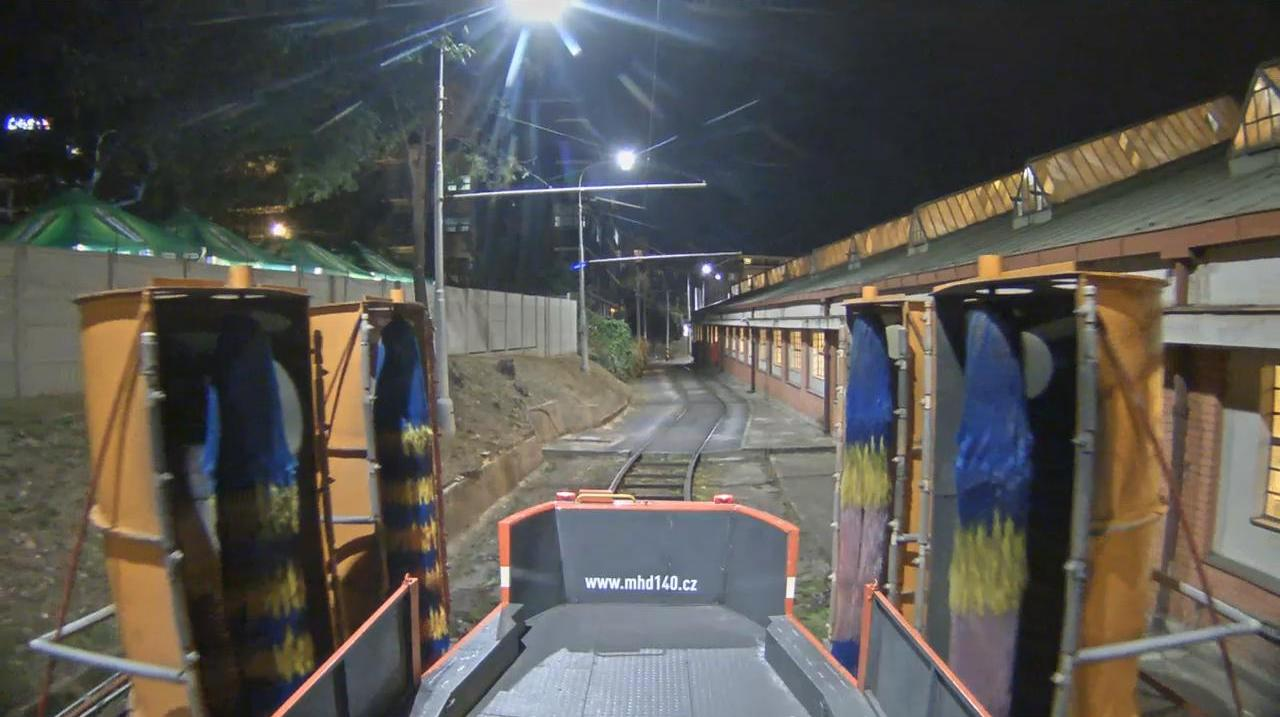
Mazací tramvaj v myčce

Na druhý podvozek, konkrétně ke kolům třetího dvojkolí, je dovedeno šest trysek, a to ke každému kolu tři. Z této trojice vždy jedna aplikuje směs na hlavu kolejnice, druhá na vnitřní stranu okolku a poslední zásobuje vnější stranu okolku. V zadním oddílu uzavřené části vozu přibyl kompresor se zásobníkem vzduchu a dále baterie z tramvaje Škoda 14T, jež přes invertor tento kompresor napájí. Nachází se zde také zásobník maziva doplněný dvěma čerpadly, z nichž jedno je určeno pro dopravení maziva k tryskám na temena kolejnic, a druhé transportuje směs pro okolky. U řidiče je navíc instalována řídicí jednotka, která umožňuje ovládání mazacího systému pomocí dvou tlačítek. Tlačítka jsou osazena do pozic, kde se původně nacházely ovládací prvky pro otevírání zadních dveří. Stisk jednoho zajišťuje aplikaci jednoho postřiku po dobu šesti sekund, stisk druhého na dané místo nanese dvakrát za sebou mazací směs po dobu dvou šestisekundových vstřiků, mezi nimiž je pauza o délce tří sekund. Typ aplikace, její místo (buď okolky, nebo temeno kolejnice, popřípadě obojí) a počet opakování (jednou až čtyřikrát) vybírá řidič tramvaje na ovládacím panelu. Po stisku tlačítka se otevřou elektromagnetické ventily, což umožní přísun vzduchu ze vzdušníku jak k čerpadlům, tak do směšovačů, v nichž se vytváří směs vzduchu a maziva. Protože je do spojovacích hadic směs vehnána vždy jen na několik sekund, eliminuje se riziko jejich ucpání.
Následně probíhaly testy zařízení spolu s úpravami elektroinstalace příslušející k mazací technologii. Náklady dopravního podniku na investice do úpravy vozu a vlastní instalaci zařízení činily 30 000 Kč. Po dobu zkušebního provozu hradil dopravní podnik pouze aplikovanou směs, což si vyžadovalo 50 000 Kč za měsíc. Cena vlastního mazacího zařízení je 250 000 Kč. Během ledna roku 2015 schválil vůz Drážní úřad.
Od 2. února 2015 jezdí pravidelně dle jízdního řádu, a to denně přibližně mezi čtvrtou hodinou ranní a jednou hodinou po půlnoci následujícího dne. Mazací vůz denně ujede trasu dlouhou 200 až 250 kilometrů, což činí asi 6 000 kilometrů za měsíc. Za měsíc spotřebuje asi 50 kilogramů mazací směsi, to jest přibližně 2 kilogramy denně. Z celkové najeté vzdálenosti maže tramvaj asi na 15 % trasy.
Každý čtvrtek lichého týdne absolvuje tramvaj kontrolu v pankrácké vozovně. V ní také tráví každou noc, během níž probíhá denní ošetření a doplnění mazací směsi.
Výsledky mazání dokumentuje například měření v oblouku v ulicích Na Veselí a Soudní u věznice Pankrác, kde před mazáním během ledna způsobil průjezd tramvaje typu 15T hluk o intenzitě 86 dB, ale po průjezdu mazací tramvaje a pak – s odstupem několika hodin – následném projetí místa tramvají 15T poklesla intenzita na 61 dB. Protože se tak zařízení Dopravnímu podniku osvědčilo, odkoupil jej 25. července 2015 za 290 000 Kč do svého vlastnictví.

### Vozy
K mazání trolejí přikročil pražský dopravní podnik již v 50. letech 20. století v souvislosti s nasazením vozů Tatra T1 a s výměnou koleček na sběracích tyčích tramvají za ferografitová smykadla. Mazací vozy měly za sběrací tyčí umístěnu druhou, upravenou pro nanášení mazadla na trolej. Jako mazadlo sloužila směs loje s grafitem, vytlačovaná ze zásobníku ve voze s pomocí kompresoru. V roce 1953 byl přestavěn stávající motorový osobní vůz ev. č. 183. V roce 1961 byl nahrazen přestavěným vozem ev. č. 310, který pak byl roce 1963 přečíslován na ev. č. 4050. V roce 1965 byl vyřazen a nahrazen třetím mazacím vozem, přestavěným z motorového vozu ev. č. 447 a přečíslovaným na 4049. Roku 1973 byl při rekonstrukci zbaven větrací střešní nástavby a klasická sběrací tyč trakčního proudu byla nahrazena lyrou. V roce 1989 byl vyřazen a nahrazen přestavěným vozem T3 ev. č. 6205, přečíslovaným na 5523.
V únoru 2014 mrholilo a byl mráz a dopravní podnik po velkých problémech začal řešit, jak technicky zajistit prevenci. Po ledovkové kalamitě v prosinci 2014, která ochromila zejména tramvajový, trolejbusový a železniční provoz namrzáním trolejí, ředitel DPP Jaroslav Ďuriš prohlásil, že „troleje před námrazou nelze dopředu nijak ochránit“. Na základě inspirace mazacími tramvajemi v některých německých, švédských nebo norských městech se dopravní podnik rozhodl postupně vybavit tramvaje, které slouží jako sněžné pluhy, též zařízením pro mazání trolejí nemrznoucí glycerinovou směsí, která ochrání trolej na tři až pět dnů. Debatovali například s dopravním podnikem v Liberci, ale nevědí o tom, že by někdo v Česku tento systém využíval.
V listopadu 2015 mělo být toto zařízení jako pilotní projekt nákladem 1,8 milionu korun namontováno na první dvě tramvaje, na pluhy vozoven Vokovice a Kobylisy, odkud jsou obsluhovány nejvíce postižené tratě ve vyšších polohách, postupně má být takto upraveno všech 8 sněžných pluhů (tedy i ten pro barrandovskou trať). Jde tedy převážně o dosavadní pluhy tvořené tramvajemi Tatra T3M s tyristorovou pulzní regulací, kterou má i vůz ev.č. 5572, které jsou vybaveny oranžovými výstražnými majáčky a opatřeny červenobílým pruhováním po stranách čela. Na stávající pantograf je připevněna bronzová lišta, která odkrajuje námrazu z trolejí. Na zadní část tramvají má být umístěn druhý pantograf, mazací. Ten má speciální zabudovaný válec, do jehož středu se zespoda z vozu přivádí pod tlakem glycerin a válečkem se roznese na trolej. Speciální mazací pantografy dodala německá společnost Stemmann. Na základě dokumentace bude Drážní úřad asi měsíc rozhodovat o zkušebním provozu, kde stanoví jeho podmínky.
Vedoucí pražských opraven tramvají Jaroslav Janda si nemyslel, že protinámrazové tramvaje navážou na úspěch mazacího kabrioletu, pokud nemají jiné barvy nebo nějaký speciální design, ale považuje to za možné a určitě by se tomu nebránil. Rozdíl je však také v tom, že zatímco tramvaj pro mazání kolejí jezdí pravidelně a denně, sněžné pluhy pro mazání trolejí budou vyjíždět jen v případě potřeby.

#### Tramvaje ForCity
V listopadu 2016 tamní Dopravní podnik oznámil, že připravuje zabudování speciálního zařízení k ošetřování kolejnic do 25 moderních souprav 15T ForCity. Tři z nich měly vyjet ve zkušebním provozu 21. listopadu 2016. Mazivo mají na hlavy kolejnic vstřikovat, jen když jim dá pokyn automatický systém takzvané Elektronické mapy trati (EMA). Pokud se mazací systém osvědčí, bude instalován na dalších 22 tramvají 15T, čímž bude dosaženo optimálního počtu. Mají být použity jak tramvaje z novější série se žlutými čely, tak ze starší série.